# Свято-Михайлівська церква (Боярка)

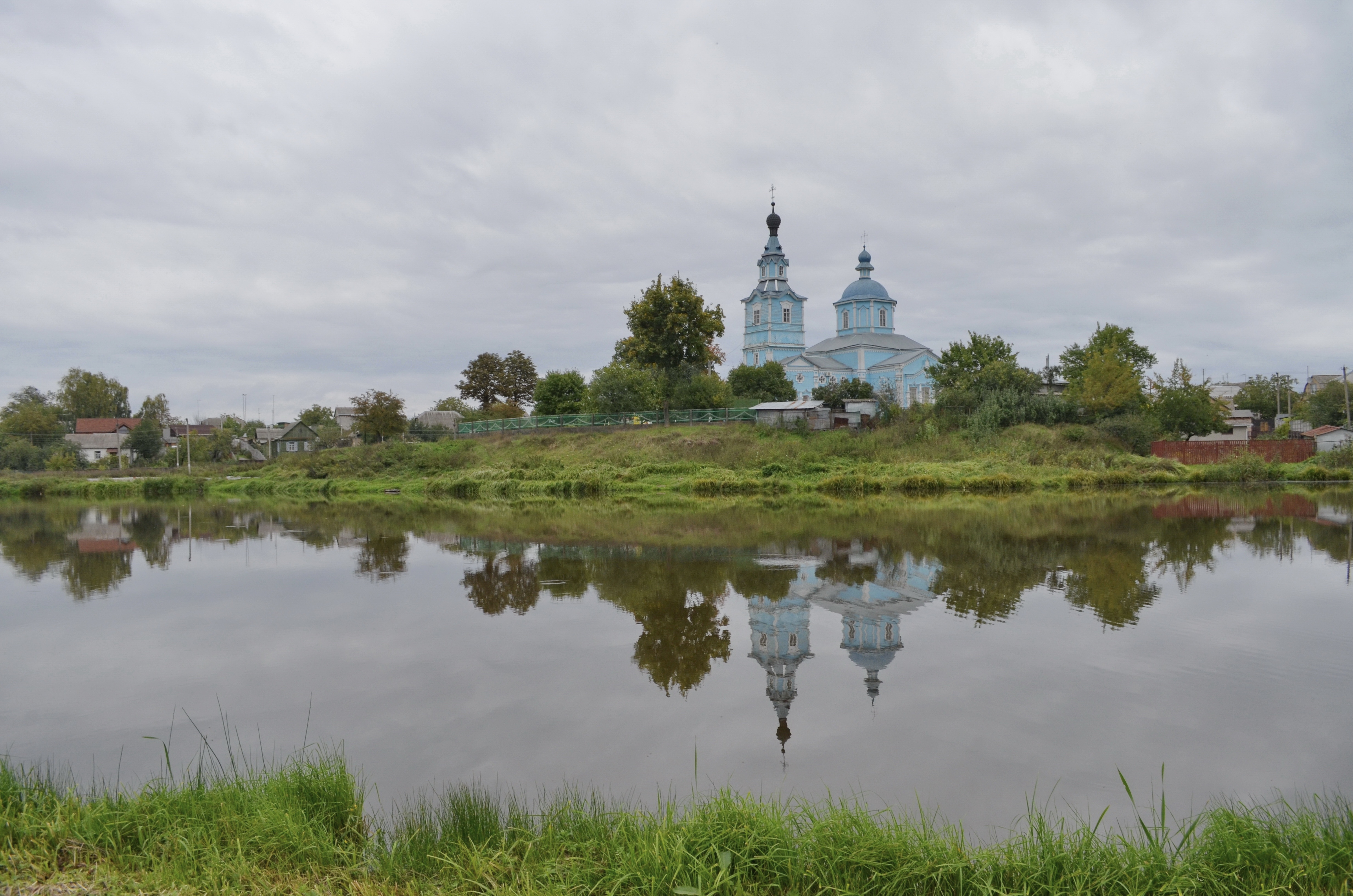
Вид на Михайлівську церкву та ставок Саварка

Свято-Михайлівська церква — чинна церква у місті Боярці Київської області; найдавніший та сучасний духовний осередок міста; є пам'яткою архітектури (охоронний № 72-кв). Дерев'яна, обкладена цеглою (крім бані та дзвіниці). Парафія належить до Православної Церкви України.
Церква розташована на узвишші над Церковним ставом на річці Притварці на території давнього городища. Офіційна адреса: вул. І. Франка, 4, м. Боярка—08150 (Київська область). 
Настоятель Свято-Михайлівського храму — протоієрей Василь (станом на кінець вересня 2024 року).

## Опис
Боярський Свято-Михайлівський храм (автор проекту — відомий київський архітектор М. М. Горденін) витриманий переважно в російському стилі: має характерний півциркульний купол основної будівлі, до якої примикає дзвіниця з шатровим завершенням, розписана богомазом Корнилом Пимоненком.
Нині Михайлівська церква відреставрована і знаходиться у задовільному стані.

## Історія храму

Хрест на місці давнього городища

Свято-Михайлівська церква в Боярці височиє на місці давньоруського поселення — городища «Перетворка, Притварка», яке отримало свою назву від річки, що тече поруч. Формування городища відноситься до V—VI століть. Пізніше ця місцевість стала селом Болдаївка, потім Будаївка (нині місто Боярка), яке з 1741 по 1786 належало Києво-Печерській Лаврі.
Відомо, що на місці древнього будаївського валу в період 1756—1796 років розташовувалась церква святих Жон Мироносиць, яка була закрита після секуляризації церковних земель.
В 1862 завдяки багаторічним старанням Марка Андрійовича Гирявця та його дружини Татьяни Саввиної Лахтадир була побудована нова церква святого Архістратига Михайла, з розібраної в селі Жулянах старої церкви.
У зв'язку з початком будівництва залізниці Київ-Фастів та заснуванням залізничної станції Боярка, ця місцевість перетворилася на дачні ділянки. Населення стало швидко розростатися, що вимагало будівлі великої парафіяльної церкви. 
Відтак, 9 грудня 1894 Київська духовна консисторія і Будівельне відділення Київського губернського управління затвердили проект дерев'яної церкви, виконаний архітектором Миколою Миколайовичем Горденіним. План місцевості, підписаний М. Горденіним, свідчить, що майбутню церкву передбачалося побудувати в московському стилі з п'ятиглавим шатровим куполом і дзвіницею над входом.
На численні прохання жителів Будаївка Київське єпархіальне керівництво 8 червня 1898 року благословило будувати нову церкву.
Спочатку церкву побудували з деревини, а через рік обклали цеглою.
Новий Свято-Михайлівський храм був освячений 25 жовтня 1901 року єпископом Уманським Сергієм, вікарієм Київської митрополії на честь святого Архістратига Божого Михаїла. На освяченні були присутні велику кількість духовенства і народу безліч.
Після Жовтневого заколоту (1917), коли повсюдно організовувалися антирелігійні мітинги і демонстрації, звучали гучні театралізовані зречення від Бога, закривалися церкви, знімалися хрести і дзвони, не минуло ця антирелігійна кампанія і будаївський Свято-Михайлівський храм. Зберігся місцевий переказ на цю тему:
У 1920 році, начебто, один молодий комсомолець зібрав будаївців, які громадою вирушили знімати хрести зі свого храму. Молодик забрався на сходи і почав знімати хрест зі дзвіниці, але перечепившись ногою, послизнувся і впав на штир, що стирчить над ґанком. Всі ті, хто зібрався, пояснили це карою Божою на посягання на Божий дім.
Навряд чи з причини, що описана в переказі, однак Свято-Михайлівський храм у Будаївці-Боярці зберігався і радянський час.  
Не закривалась церква і в роки Німецько-радянської війни.
У 1951 році відома в той час святошинська стариця схимонахиня Марія благословила своє духовне чадо, насельницю Флорівського монастиря (Київ), схимонахиню Таїсію Сусь (†1994), на несення життєвого хреста — відновлення Свято-Михайлівського храму в місті Боярці. Побачивши у благословенні матінки Волю Божу, схимонахині вирушила до Боярки, де прожила решту свого життя в працях і молитві. Свято-Михайлівська церква на той час перебувала в аварійному стані і потребувала капітального ремонту. Комісії та перевірки з боку можновладців відбувалися щомісяця, оскільки аварійний стан храму постійно лишався вагомим приводом для його закриття. Проводити ремонтні роботи забороняли, а будматеріали, необхідні для відновлення Свято-Михайлівського храму, дістати було вкрай важко (для церковних потреб їх не продавали, вважаючи це за недоцільне). Проте ремонт Свято-Михайлівського храму силами церковників і вірних парафіян було розпочато. Для зміцнення стін доводилося використовувати стару цеглу, що залишилася після знесення житлових будинків у Києві. У правій частині храму було споруджено малий боковий вівтар, який освятив, на честь Святого Духа, Преосвященніший Варлаам (Ільющенко), єпископ Переяслав-Хмельницький, вікарій Київської митрополії. Тут відбувалися богослужіння в той час, коли здійснювалися ремонтні роботи в центральній частині храму. Також була встановлена міцна металева огорожа.

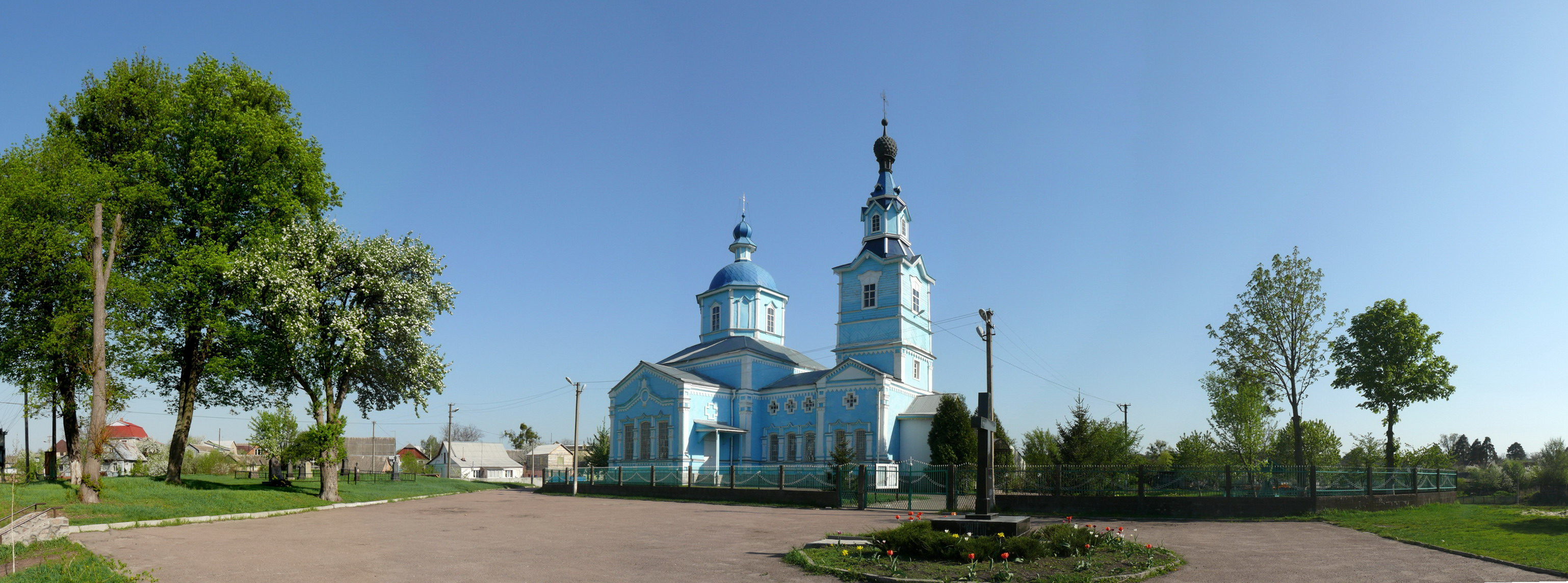
Сучасний вигляд прицерковного майдану

13 серпня 1985 року настоятелем у боярський Свято-Михайлівський храм був призначений протоієрей Віктор. З його приходом церква отримала нове життя: згуртувалася парафіяльна громада, в перші ж роки почалися активні роботи з храмового благоустрою. У 1987 році був встановлений новий іконостас, а в 1989 — храм був розписаний. Попри існуючі заборони, розпочалося спорудження нового будинку, в якому передбачалося розмістити хрестильні, просфорні і трапезну. Будувати доводилося своїми силами. Відтак, до свята Тисячоліття Хрещення Русі (1988), основні будівельні роботи були завершені, проведено опалення, викопаний церковний колодязь, заасфальтована територія, а храм був увінчаний новим куполом.
2005 рік в історії храму був ознаменований церковним чудом — 20 листопада напередодні престольного свята Святого Архістратига Божого Михаїла виявили, що чудесним чином відбилася на склі ікона Спасителя, що знаходилася в іконостасі, у хрестильні. Спершу всіх узяли сумніви з приводу чуда, однак під спів канону Ісусу Найсолодшому, одягнувши єпітрахиль, отець Віктор відкрив ікону — побачивши на склі строго по контуру, немов легкими крейдяними штрихами точний відбиток силуету Спасителя, всі присутні увійшли в подив і урочисто, зі сльозами на очах заспівали: «Ісусе найсолодший, спаси нас!». Відтоді ікона та її відбиток перенесені до Свято-Михайлівського храму для поклоніння.
У теперішній час (2000-ні) боярський Свято-Михайлівський храм живе повноцінним духовним життям — у недільні та святкові дні відбуваються богослужіння, церковні таїнства, діє недільна школа та бібліотека. Парафіяльна громада активно займається благодійною діяльністю.
Метричні книги, клірові відомості, сповідні розписи церков св. Жон Мироносиць, св. Михаїла с. Будаївка (іст. Болдаївка) (приписне с.* Малютинка) XVIII ст - Київської сот. і п., з 1781 р. Київського пов. і нам., з 1797 р. Київського пов. і губ.; ХІХ ст. - Глеваської волості Київського пов. Київської губ. зберігаються в ЦДІАК України http://cdiak.archives.gov.ua/baza_geog_pok/church/buda_004.xml [Архівовано 12 жовтня 2018 у Wayback Machine.]

## Церковний цвинтар і святині

Пам'ятний знак Жертвам Чорнобиля на цвинтарі (1994)

Біля боярської Свято-Михайлівської церкви розташоване давнє церковне кладовище, де знайшли місце останнього спочинку чимало знаменитих людей різних часів. Серед них, зокрема: засновник стипендій у Київському політехнічному інституті, Київської Духовної Семінарії, Києво-Подільському та Києво-Софіївському духовних училищах — Флавіан Дмитрович Василевський, московський міщанин Фома Осипов, український письменник Володимир Самійленко.
У 1994 році на цвинтарі встановлено пам'ятник жертвам Чорнобильської катастрофи — тут щорічно, за традицією, 26 квітня відбувається панахида за упокій ліквідаторів аварії.
У храмі зберігається ковчег з часточками мощей святих угодників Божих: великомученика і цілителя Пантелеймона, мученика Трифона, преподобномучениці Параскеви П'ятниці Серед інших святинь боярського Свято-Михайлівського храму: особливо шанований древній список чудотворної ікони Божої Матері Касперівської і козацькі хоругви, подаровані храму 12-м драгунським Стародубським і 3-м Уфімсько-Самарським Полком Оренбурзького козацького війська в 1914 році.

## Виноски
1. ↑  Олександр Михайлик. Старовинні храми Київщини. К., 2017, с.60
2. 1 2  Храм Святого Архістратига Божого Михаїла (Свято-Михайлівська церква) на www.boyarka.hrest.info («Православна Боярка»)
3. ↑  Бреяк О.В. (завідувач відділу краєзнавства обласного Центру охорони і наукових досліджень пам'яток культурної спадщини управління культури і туризму КОДА) Архітектор Микола Горденін [Архівовано 19 грудня 2009 у Wayback Machine.] на Державний історико-культурний заповідник у м. Вишгороді (офіційний сайт) [Архівовано 12 квітня 2010 у Wayback Machine.]